# Kompressionskörpergraph
In der Mathematik ist der Kompressionskörpergraph ein Begriff aus der niedrigdimensionalen Topologie.

## Definition
Sei {\displaystyle S} eine geschlossene Fläche. Ein Kompressionskörper {\displaystyle C} entsteht aus dem Produkt {\displaystyle S\times \left[0,1\right]} durch Ankleben von 2-Henkeln entlang {\displaystyle S\times \left\{1\right\}}. Das Produkt {\displaystyle S\times \left[0,1\right]} wird als trivialer Kompressionskörper bezeichnet. Ein markierter Kompressionskörper {\displaystyle (C,f)} ist ein Kompressionskörper {\displaystyle C} mit einem festgelegten Homöomorphismus {\displaystyle S\to S\times \left\{0\right\}} (einer Markierung).
Der Kompressionskörpergraph von {\displaystyle S} ist der Graph, dessen Knoten die Isomorphieklassen nichttrivialer markierter Kompressionskörper sind, und in dem zwei Kompressionskörpern {\displaystyle C_{1}} und {\displaystyle C_{2}} entsprechende Knoten genau dann adjazent sind, wenn {\displaystyle C_{1}} in {\displaystyle C_{2}} oder {\displaystyle C_{2}} in {\displaystyle C_{1}} enthalten ist.

## Automorphismen
Man hat für Flächen vom Geschlecht {\displaystyle g\geq 2} einen surjektiven Homomorphismus der Abbildungsklassengruppe von {\displaystyle S} auf die Gruppe der Graphisomorphismen des Kompressionskörpergraphen. Er ist ein Isomorphismus, wenn {\displaystyle g\geq 3} ist. Für eine Fläche vom Geschlecht {\displaystyle 2} wird der Kern von der hyperelliptischen Involution erzeugt.

## Geometrie
Der Kompressionskörpergraph ist quasi-isometrisch zu der Elektrifizierung des Kurvenkomplexes, also dem Raum, den man aus dem Kurvenkomplex durch Bilden der Kegel über allen Scheibenmengen markierter Kompressionskörper erhält. (Die Scheibenmenge eines markierten Kompressionskörpers besteht aus den Isotopieklassen derjenigen geschlossenen Kurven in {\displaystyle S\times \left\{1\right\}}, die eine Kreisscheibe im Kompressonskörper beranden.)
Da der Kurvenkomplex Gromov-hyperbolisch ist, ist damit auch der Kompressionskörpergraph hyperbolisch.
Der Kompressionskörpergraph hat unendlichen Durchmesser.